# Liste der Monuments historiques in Villaines-en-Duesmois
Die Liste der Monuments historiques in Villaines-en-Duesmois führt die Monuments historiques in der französischen Gemeinde Villaines-en-Duesmois auf.

## Liste der Immobilien
| Bezeichnung                     | Beschreibung | Standort                                                   | Kennzeichnung | Schutzstatus | Datum | Bild           |
| ------------------------------- | --- | ---------------------------------------------------------- | ------------- | ------------ | ----- | -------------- |
| Kapelle am Pfarrhaus Saint-Jean | um 1500 erbaut | Villaines-en-Duesmois, 8 rue du Faubourg Saint-Jean (Lage) | PA00112722    | Inscrit      | 1927  |                |
| Château du Fief                 | Herrenhaus, bezeichnet 1605, zwischen 1697 und 1715 unter Wiederverwendung von Materialien aus der alten Burg Villaines-en-Duesmois erweitert | Villaines-en-Duesmois, 5 rue du Centre (Lage)              | PA00112723    | Inscrit      | 1970  | weitere Bilder |

## Liste der Objekte
| Bezeichnung                 | Beschreibung                                            | Standort                                              | Kennzeichnung | Schutzstatus | Datum | Bild |
| --------------------------- | ------------------------------------------------------- | ----------------------------------------------------- | ------------- | ------------ | ----- | ---- |
| Glocke                      | Bronze, 1626 gegossen                                   | Villaines-en-Duesmois, in der Kirche St-Médard (Lage) | PM21002515    | Classé       | 1943  |      |
| Skulptur Heilige Margaretha | Holz, farbig gefasst, erste Hälfte des 15. Jahrhunderts | Vaugimois, in der Kapelle St-Marguerite (Lage)        | PM21003713    | Inscrit      | 1976  |      |